# 福島喜晴
福島喜晴（1959年4月12日—），日本男性動畫師。出身於東京都。

## 人物簡介
工作人員表上以福島善晴名義表示。Neo Media出身，以前加入過作畫工作室MIN工作室，現為自由身。堂弟知吹愛弓為演出家。

## 主要參加作品

### 電視動畫
1980年
- 無敵機器人 托萊達G7

1981年
- 福星小子（原畫）

1982年
- 戰鬥裝甲Xabungle（原畫）

1983年
- 聖戰士DUNBINE（原畫）
- 無敵三四郎（作畫監督）

1984年
- 星槍士俾斯麥（作畫監督）
- 北斗神拳（作畫監督、原畫）

1985年
- 超獸機神段空我（原畫）
- 魔法之星愛美（作畫監督、原畫）
- 魔法妖精貝露莎（作畫監督）

1986年
- 魔法偶像粉蠟筆畫由美（日语：魔法のアイドルパステルユーミ）（原畫）

1987年
- 橙路（原畫）

1992年
- 幽☆遊☆白書（原畫）

1995年
- NINKU -忍空-（原畫）

1998年
- 魔法陣都市（作畫監督）

2005年
- 星艦駕駛員（作畫監督）

2017年
- 動畫同好會（原畫）

### OVA
1985年
- 戰鬥吧!! 伊庫薩1（原畫）

1986年
- 超獸機神斷空我 給死者們的鎮魂歌（原畫）
- 魔法之星愛美 蟬時雨（原畫）

1989年
- 魔龍戰紀（日语：魔龍戦紀）（原畫）

1991年
- （原畫）

1999年
- 兵蜂PARADISE（作畫監督）

### 電影動畫
1984年
- 福星小子2：綺麗夢中人（原畫）
- 超時空要塞：愛、還記得嗎？（原畫）